# Alfred Moisiu
Alfred Spiro Moisiu (va néixer l'1 de desembre de 1929) va ser president d'Albània entre el 24 de juliol de 2002 i el 24 de juliol de 2007, quan va ser reemplaçat per Bamir Topi. Va néixer a Shkodër, Albània. El seu pare va ser Spiro Moisiu. Entre 1943-1945 va prendre part de la guerra de l'alliberament d'Albània en contra de l'ocupació alemanya. El 1946 va ser enviat cap a la Unió Soviètica com un estudiant. El 1948 es va graduar de l'escola militar d'enginyeria a Leningrad (actual Sant Petersburg, Rússia). El 1991 va ser nomenat ministre de Defensa en el Govern apolític de Vilson Ahmeti.